# Scandinavian-Airlines-Systems-Flug 130
Der Scandinavian-Airlines-Systems-Flug 130 war ein schwedischer Inlandsflug der SAS Scandinavian Airlines von Göteborg nach Stockholm, auf dem am 15. September 1972 eine Douglas DC-9 von exilkroatischen Terroristen entführt wurde. Die Flugzeugentführung von Bulltofta (schwedisch Flygkapningen på Bulltofta) war die erste Flugzeugentführung in Schweden und führte 1973 zur Verabschiedung des noch heute gültigen schwedischen Antiterrorgesetzes, das einen bedeutenden Einfluss auf die Arbeit der Säkerhetspolisen (Säpo) hat.

## Ablauf
Am 15. September 1972 startete die Douglas DC-9 „Gunder Viking“ mit 86 Passagieren und 4 Crewmitgliedern vom Flughafen Göteborg/Torslanda (in Betrieb bis 1977) bei Göteborg mit dem Ziel Flughafen Stockholm/Arlanda. 
Wenige Minuten nach dem Start brachten die drei Mitglieder des Kroatischen Volkswiderstands Tomislav Rebrina (1936–2013), Nikola Lisac (* um 1932) und Rudolf Prskalo (* 1943) das Flugzeug in ihre Gewalt. Sie zwangen die Piloten zur Landung im Flughafen Bulltofta (in Betrieb bis Dezember 1972) in Malmö.
Dort ließen sie drei Geiseln frei und verlangten als Gegenleistung für die Freilassung der restlichen Geiseln die Freilassung von sieben Kroaten, die wegen Mordes und der Besetzung der jugoslawischen Botschaft in Göteborg in schwedischer Haft saßen. Darunter waren Miro Barešić (1950–1991) und Anđelko Brajković (* 1948), die zu lebenslanger Haft verurteilten Mörder des jugoslawischen Botschafters in Stockholm Vladimir Rolović (1916–1971). Diese waren erst wenige Wochen zuvor nach einem Ausbruch wieder festgenommen worden. Die Entführer stockten ihre Forderung um ein Lösegeld von 500.000 Kronen auf, da einer der sieben Strafgefangenen nicht an Bord gehen wollte. Weil die Flugzeugentführer drohten, das Flugzeug mit allen Personen zu sprengen, ging die schwedische Regierung auf die Bedingungen ein. Die jugoslawische Regierung protestierte umgehend mit einer scharfen Demarche.
Nach der Freilassung der Geiseln flog die Maschine am Morgen des folgenden Tages mit den sechs befreiten Häftlingen nach Madrid. Spanien wollte ihnen kein politisches Asyl gewähren und die neun Kroaten ergaben sich kampflos der spanischen Polizei. Das von Francisco Franco regierte Spanien verweigerte ein schwedisches Auslieferungsersuchen. Alle drei Täter wurden am 5. Dezember 1974 von einem spanischen Militärgericht zu jeweils 12-jährigen Haftstrafen verurteilt.
Unmittelbar nach der Entführung begann die schwedische Regierung, ein Antiterrorgesetz zu erarbeiten, welches 1973 in Kraft trat. Dieses sicherte der schwedischen Sicherheitspolizei Säpo besondere Vollmachten zu und befreite sie davon, die Öffentlichkeit über ihre Aktionen zu unterrichten.
Während des Kroatienkrieges (1991–1995) kehrten die ehemaligen Flugzeugentführer und die befreiten Häftlinge in das nun unabhängige Kroatien zurück.